# Malte aux Jeux olympiques d'été de 1948
Malte participe aux Jeux olympiques d'été de 1948 à Londres au Royaume-Uni du 29 juillet au 14 août 1948. Il s'agit de sa troisième participation à des Jeux d'été.
La délégation est composée d'un seul athlète, le sprinteur Nestor Jacono, éliminé dès les qualifications du 100 m.

## Athlétisme
Hommes
Courses
| Athlète       | Épreuve | Séries | Séries | Quart-finales | Quart-finales | Demi-finales | Demi-finales | Finale | Finale |
| Athlète       | Épreuve | Temps  | Rang   | Temps         | Rang          | Temps        | Rang         | Temps  | Rang   |
| ------------- | ------- | ------ | ------ | ------------- | ------------- | ------------ | ------------ | ------ | ------ |
| Nestor Jacono | 100 m   | 11.3   | 5e     | NC            | NC            | NC           | NC           | NC     | NC     |